# Mokřina
Mokřina (németül: Krottensee) Milíkov településrésze Csehországban a Karlovy Vary-i kerület Chebi járásában. Központi községétől 2 km-re északnyugatra fekszik. A 2001-es népszámlálási adatok szerint 20 lakóháza és 14 lakosa van.